# Collection Olivier Senn
De Collection Olivier Senn is een kunstverzameling van Olivier Senn (1864-1959), geschonken aan het Musée André Malraux te Le Havre.

## Toelichting
Olivier Senn, handelaar en kunstliefhebber bouwde een kunstverzameling op van de late 19e eeuw tot in de jaren 30 van de 20e eeuw.

In 2004 schonk Olivier Senns kleindochter, Hélène Senn-Foulds, 205 werken van impressionistische en fauvistische schilders aan het Musée André Malraux van Le Havre. In de schenking bevonden zich werken van Eugène Delacroix (Paysage à Champrosay), Pierre-Auguste Renoir (Le portrait de Nini Lopez), Monet, Henri-Edmond Cross (Plage de la Vignasse), Félix Vallotton (La Valse), Edgar Degas, Camille Pissarro, Armand Guillaumin, Henri Matisse en Albert Marquet.